# Kräcklinge landskommun
Kräcklinge landskommun var en tidigare  kommun i Örebro län. 

## Administrativ historik
Landskommunen inrättades i Kräcklinge socken i Hardemo härad i Närke när 1862 års kommunalförordningar trädde i kraft 1863. 
Den upphörde vid kommunreformen 1952, då den gick upp i Lekebergs landskommun. Sedan 1995 tillhör området Lekebergs kommun.

## Politik

### Mandatfördelning i Kräcklinge landskommun 1938-1946
| 6 | 9 |

| 15 |

| 6 | 9 |

| 15 |

| 5 | 10 |

| 14 |